# 学校法人難波学園
学校法人難波学園（がっこうほうじんなんばがくえん）とは、神奈川県横浜市神奈川区鶴屋町3-31-4の横浜調理師専門学校内に本部を置く学校法人。
神奈川県公認の横浜料理専門学院として1951年（昭和26年）に創立したのが始まり。その後、1955年（昭和30年）に「学校法人難波学園」が設立された。

## 設置学校
- 横浜調理師専門学校（横浜市）
- 横浜栄養専門学校（横浜市）
- さかいぎ幼稚園（横浜市）